# Elo-rating
Elo-rating används för att ranka spelares relativa styrka inom schack och datorspel som exempelvis Counter-Strike.
Metoden för att beräkna Elo-rating utvecklades av den ungerskfödde amerikanen och schackamatören Árpád Élő. 1959 blev Árpád Élő ordförande för det amerikanska schackförbundets ratingkommitté och implementerade då sitt eget rankingsystem. 1970 började även det internationella schackförbundet FIDE använda samma system för att mäta schackmästarnas relativa spelstyrka. 
Systemet mäter människors relativa spelstyrka genom att ratingtalet förändras beroende på resultat och motståndares rating. Efter ett parti eller en match tas poäng från förloraren till vinnaren i en mängd som beror på ratingskillnaden. Remier inom schack behandlas på samma vis men ger i allmänhet lägre förändring i rating.
Ibland skrivs Elo med versaler, men då beteckningen inte utgör en förkortning är detta felaktigt. Elo-rating ska inte heller förväxlas med rankning. Om en spelare har Elo-ratingen 2000 betyder det inte att denne är den 2000:e bäste spelaren, vilket skulle vara fallet när det rör sig om rankning.

## Elo och Schack
De flesta schackspelare har ett Elo-tal, en FIDE-Elo som beräknas genom regler som det internationella världsschackförbundet FIDE bestämt. Många spelare har även en FIDE-Elo i snabbschack och blixtschack.
För att en spelare ska få ett Elo-tal krävs fem spelade partier mot andra spelare som har en Elo-rating. Spelaren måste dessutom ta poäng (alltså vinna eller spela remi) i minst ett av dessa partier.
Den nuvarande världsettan och världsmästaren Magnus Carlsen har den högsta noteringen för en Elo-rating då han den 21 april 2014 hade ratingen 2889.[källa behövs] Det näst högsta uppnådda talet har den förre världsmästaren Garri Kasparov. Eftersom det finns en inflation i Elo-systemet blir dock jämförelser mellan olika tider inte alltid relevanta.
Förutom den högsta ratingen i klassiskt schack innehar Magnus Carlsen även den högsta ratingen i snabbschack och blixtschack. Den högst rankade spelaren från Sverige är Nils Grandelius som i mars 2019 hade ratingtalet 2694. Många schackdatorer har inofficiella ratingtal över 3000.
Sveriges schackförbund hade tidigare det egna ratingsystemet LASK parallellt med Elo-systemet, men detta upphörde den första september 2016 och numera används endast Elo i Sverige.
Elo-rating och schacktitlar
Ungefärligt kan dessa riktlinjer sättas mellan grader av rating:
·        Mellan 2 450 och 2 599 är en spelare sannolikt internationell mästare (IM).
·        Över 2 600 är en spelare sannolikt stormästare (GM).
·        Över 2 600 är en spelare sannolikt bland de 250 bästa i världen.
·        Över 2 700 är en spelare sannolikt bland de 50 bästa i världen.
|  |

Dock är du inte garanterad en titel med dessa ratingtal utan behöver även för att bli t.ex. GM (stormästare) 3 normer vilket innebär tillräckligt bra resultat i tre olika turneringar (man ska i varje turnering ha mött ett visst antal titelspelare från ett visst antal länder, samt passerat ett viss gräns i performance-rating), samt ha passerat ett visst ratingtal.